# 左近川
左近川（さこんがわ）は、東京都江戸川区の葛西地域を流れる水路である。荒川・中川と旧江戸川を結んでいる。

## 歴史
本来の左近川は旧江戸川から江戸川区臨海町の海岸水門[北緯35.654242度0分0秒 東経139.866567度0分0秒]までであり、直接東京湾に流れ込む一級河川だった。農業用水としてだけでなく河港としても利用され、三枚洲で漁業やノリ養殖業を行う「べか舟」が沢山停泊していた。東宇喜田村仲町（葛西仲町郵便局[北緯35.658034度0分0秒 東経139.878593度0分0秒]周辺）には、三角川などを通じて新川の水が流れてきて、現在は埋め立てられた曙川（南葛西通り）や仲割川（仲割川遊歩道）、「堀江並木通り」などを通じて、左近川に注ぎ込んでいた。
明治時代になると東京湾の漁業は活発化したようで、葛西地区でも1903年（明治36年）に「葛西浦漁業組合」が組織された。1951年（昭和26年）には都営の第二種漁港である葛西漁港が作られ、東京湾（奥）唯一の漁業根拠地と言われた。しかし1950年代の東京湾では東京ガス大森工場の重油流出や江戸川漁業被害などの海洋汚染が頻発し、葛西海岸堤防などの外郭堤防の建設も進められて、漁業には適さない海になっていた。葛西の漁民は工事の実力阻止などを行って激しく抵抗したが、結局1964年（昭和39年）に漁業権を放棄して、葛西漁港も廃止された。
1960年代の葛西地区は陸上でも環境破壊が進行した。南関東ガス田の採掘業者が西葛西や南葛西で1日に2万トンも地下水を汲み上げた為、西葛西では1年間に24cmも地盤が沈下した。南葛西には産業廃棄物処理業者が集まり、日本化学工業小松川工場が約8万トンの六価クロムを不法投棄した。このため1970年（昭和45年）、江戸川区は海岸水門で道路を封鎖して産廃業者を締め出した。また1972年（昭和47年）には東京都が葛西沖開発事業を始めて、清新町や臨海町の埋立地が造成され、左近川は荒川と旧江戸川を結ぶようになった。
現在の左近川は荒川との水の交換を行い、潮通りを良くする為に整備されており、1977年（昭和52年）からは河川ではなく、水路（公共溝渠）として扱われている。また海岸水門から荒川までの人工水路は新左近川（しんさこんがわ）と呼ばれ、流域は新左近川親水公園として整備されている。

### 名前の由来
左近川の名前は、江戸幕府の舟手奉行だった向井忠勝の官位である左近衛将監（しょうげん）に由来すると言われている。左近川に近い行徳塩田は戦国時代から戦略物資の「塩」を生産する重要な土地で、江戸時代には江戸城への補給路として新川が作られた。これらを防衛するために忠勝の陣屋が下総国葛飾郡堀江（現在の千葉県浦安市）に置かれていたようである。堀江は旧江戸川河口の右岸と左岸に広がっており、右岸は1895年（明治28年）に葛西村に編入された。左近川周辺には忠勝の名前が残っており、例えば葛西海岸の中央の岬は「将監の鼻」と名づけられて、埋め立て後の今も地名として残っている。

## 散策
西側より記載

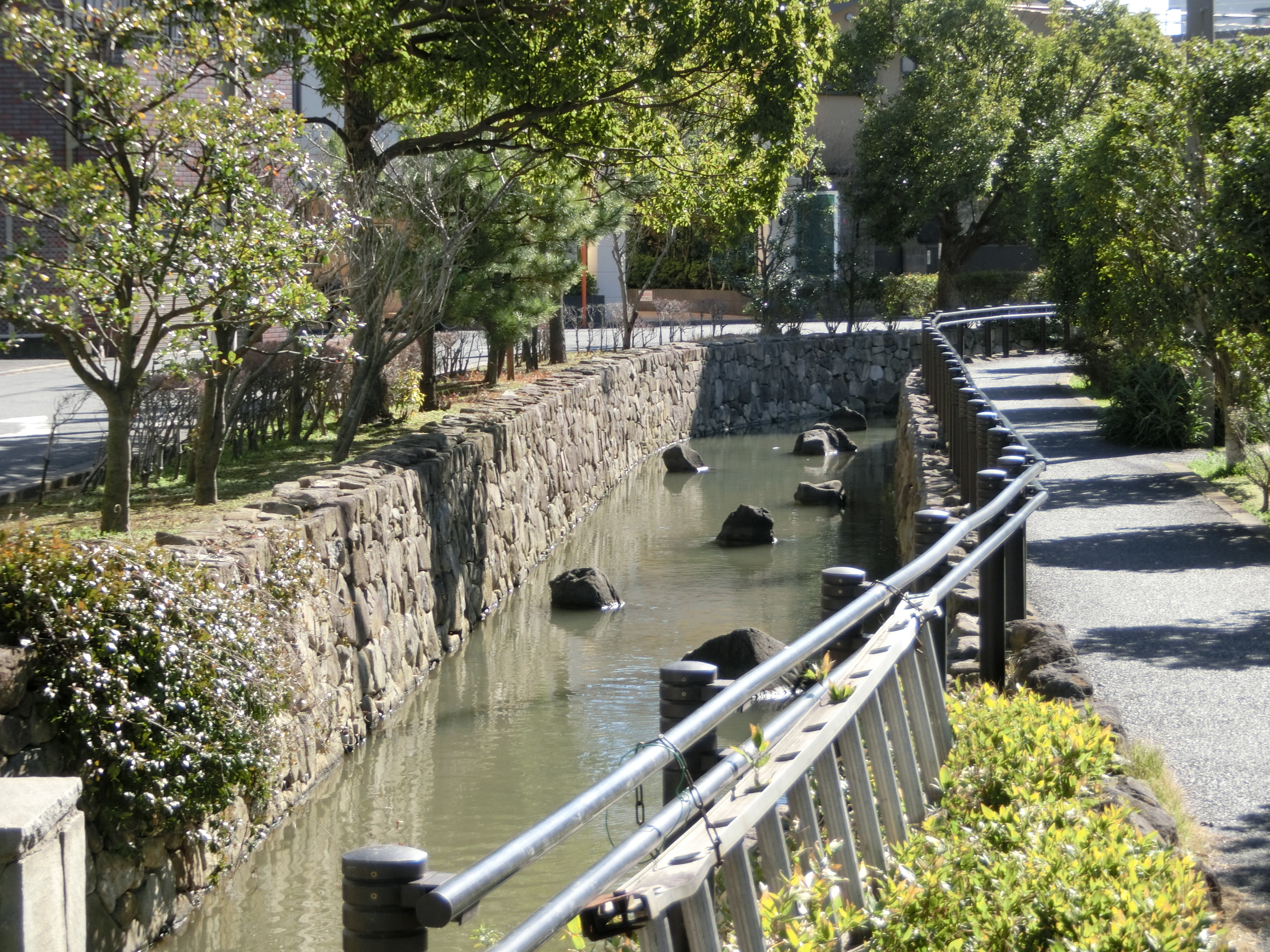
水門以東の左近川

荒川[北緯35.654372度0分0秒 東経139.850199度0分0秒]から海岸水門までは新左近川といわれる部分である。首都高速中央環状線・船堀街道をくぐると、左側には陸上競技場、右側には東京臨海病院が見える。この付近は区が管理する「新左近川マリーナ」として整備されており、個人のボートが係留されている。蜆橋から数えて2つ目のつばさ橋は釣りの名所で、釣りをしている人が多く見受けられる。しばらく行くと新左近橋をくぐり、葛西かもめ橋[北緯35.654044度0分0秒 東経139.858374度0分0秒]に着く。
葛西かもめ橋から先には過去貸しボートがあり、休日は親子で貸しボートに乗る人が多かったが、2018年3月に営業を終了した。その代わりとして、2019年6月にはカヌー場がオープンした。冬はさまざまな種類のカモが飛来し、餌をやることができる。左側は舗装された遊歩道で、右側はバーベキューなどができる広場になっている。葛西中央通りをくぐると左側に遊具がある公園がある。しばらく進むと公民館が左に見えてくる。まもなく大きな水門にぶつかり、貸しボートが使用できる東端になっている。この水門は、かつて左近川が海に出ていたところである。
水門を隔てて左近川は風景が変わる。この先は葦などが生い茂る川になり、ベンケイガニや魚、鳥などを見ることが出来る。環七通りをくぐると川は大きく曲がり二手にわかれる。ここから川はゆるやかなカーブを描き南へ進路を変える。左近通りを越えるとまもなく河口[北緯35.650160度0分0秒 東経139.883764度0分0秒]で、右になぎさ公園を望みながら旧江戸川に流れる。

## 橋梁
西側より記載
- 蜆橋 - 船堀街道。
- 葛西かもめ橋 - 自転車専用通路。左近川を最も高く越える橋である。テレビドラマ「南くんの恋人」のロケ地として使われた。
- 中左近橋 - 葛西中央通り。

## 支流
- 曙川（南葛西通り）
- 仲割川（仲割川遊歩道）、
- 堀江並木通り
- 新長島川 - 埋め立てにより新左近川の支流となった。流域は新長島川親水公園として整備されている。

## 河川施設
- 新左近川マリーナ